# Serge Gnabry
Serge David Gnabry, född 14 juli 1995 i Stuttgart, är en tysk fotbollsspelare (ytter) som spelar för tyska Bayern München och för det tyska landslaget. Han har tidigare spelat för bland annat Arsenal.

## Klubbkarriär
Den 1 oktober 2019 gjorde Gnabry fyra mål för Bayern München i en 7–2-vinst över Tottenham Hotspurs i Champions League 2019/2020.

## Landslagskarriär
Gnabry blev 2019 den tyske herrlandslagspelare som snabbast nått tio landslagsmål. Det åstadkom han i sin elfte landskamp.
I november 2022 blev Gnabry uttagen i Tysklands trupp till VM 2022.